# Tsjaoentsjoekotlag
De Tsjaoentsjoekotlag (Russisch: Чаунчукотлаг), volledige naam Tsjaoen-Tsjoekotski ispravitelno-troedovoj lager (Чаун-чукотский исправительно-трудовой лагерь), was een hervormingswerkkamp (ITL) van de Dalstroj, waarvan het bestuur was gevestigd in de plaats Pevek in de Sovjet-Russische oblast Magadan (nu Tsjoekotka).
Het kampsysteem werd mogelijk gevestigd in september 1949 en opgeheven in april 1957. Tijdens deze periode zijn drie registraties van het aantal gevangenen bekend: op 1 september 1951 bedroeg het aantal gevangenen 9.656, op 1 augustus 1953 10.397 en op 1 december 1953 11.787. De kampen bevonden zich in het Sjelagskigebergte op ongeveer 80 kilometer ten oostzuidoosten van Pevek.
De gevangenen van de Tsjaoentsjoekotlag werden ingezet in de mijn bij Krasnoarmejski, bij de ontsluiting en winning van de tinvoorkomens bij Valkoemej (ten zuiden van Pevek), de winning van tin bij de kampen (lagpoenkty) Krasnoarmejski ("Rode Leger"), Joezjny ("zuid") en Koejvi-Vejem, de bouw van de ertsverwerkende installaties nr. 521 (in Valkoemej) en nr. 17, de uitbreiding van de mijn Joebilejny (ten zuiden van Pevek), de uitbreiding van de warmte-krachtcentrale (TETS) van Pevek, de aanleg van de elektriciteitscentrale Tsjaoenski en de aanleg van een hoogspanningskabel naar de kampen Krasnoarmejski en Koejvi-Vejem, de aanleg van een wagenpark in Pevek, uitbreiding van de haven van Pevek, de aanleg van een weg tussen Pevek en Krasnoarmejski, de bouw van een school in Krasnoarmejski, de aanleg van windenergiecentrales nabij Pevek en de bouw van een reparatiewerkplaats en een internaat in Pevek.